# Metapolybia servilis
Metapolybia servilis är en getingart som beskrevs av Cooper 1999. Metapolybia servilis ingår i släktet Metapolybia och familjen getingar. Inga underarter finns listade i Catalogue of Life.